# Chasan
Chasan (Хасан, trb. Chasan, trl. Hasan, chiń. 哈桑湖, Hāsāng Hú) – niewielkie jezioro w Kraju Nadmorskim w pobliżu granicy Chin (mniej, niż 100 metrów) oraz w pobliżu trójstyku granic Chin, Korei Północnej i Rosji. Nad jeziorem przebiega linia kolejowa z Rosji do Korei Północnej, a za linią znajduje się miejscowość Chasan. 

Powierzchnia jeziora wynosi 2,23 km².
W 1938 w rejonie jeziora Chasan doszło do walk między wojskami japońskimi a Armią Czerwoną (patrz: Walki nad jeziorem Chasan).

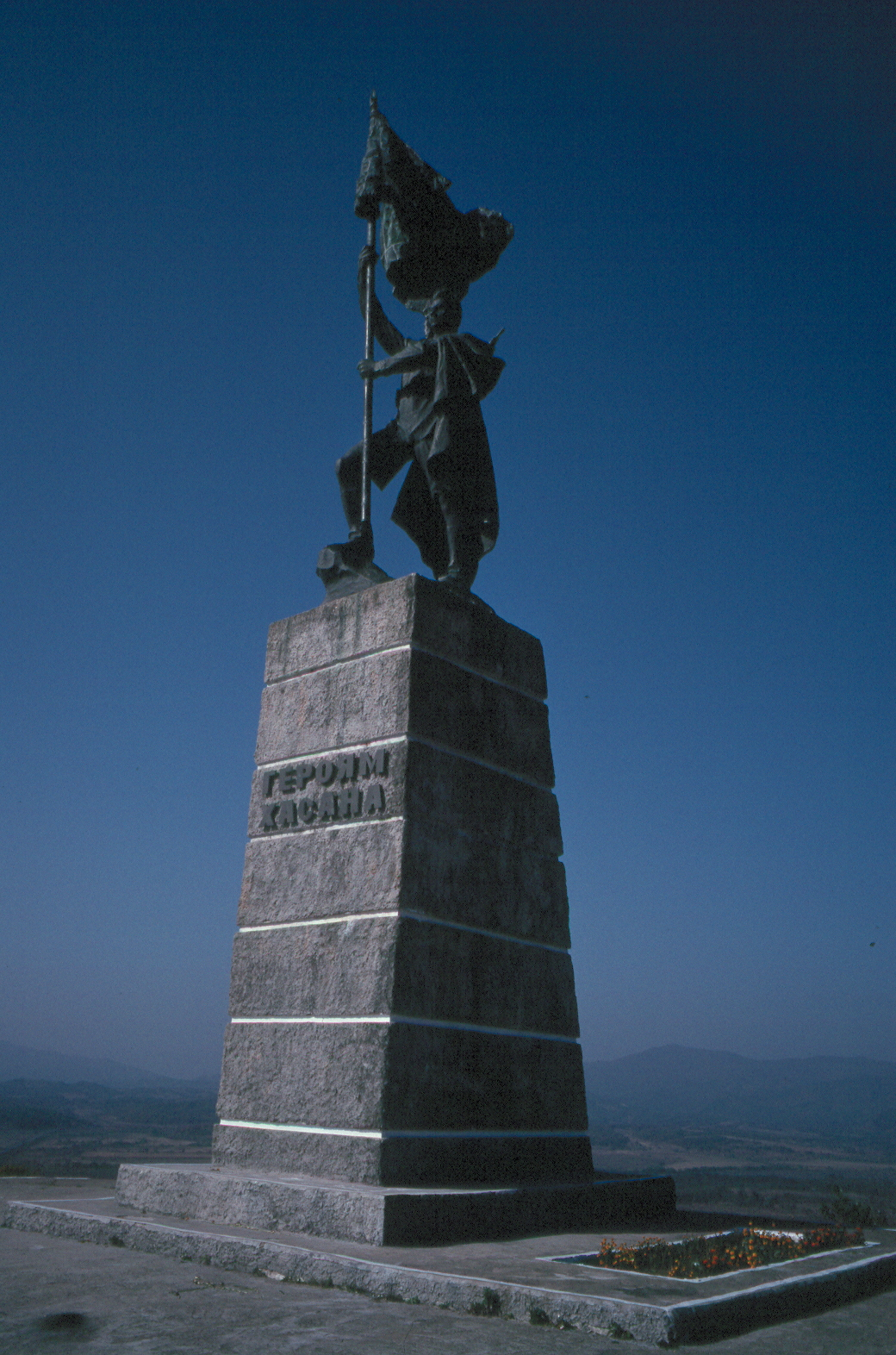
Pomnik na miejscu bitwy z 1938 roku